# Everything Is Everything (Donny Hathaway)
Everything Is Everything è il primo album in studio del cantante statunitense Donny Hathaway, pubblicato nel 1970.

## Tracce
Side 1
1. Voices Inside (Everything Is Everything) (Richard Evans, Ric Powell, Phil Upchurch) – 3:28
2. Je Vous Aime (I Love You) (Donny Hathaway, Leroy Hutson, Edward Kennedy) – 3:31
3. I Believe to My Soul (Ray Charles) – 3:51
4. Misty (Johnny Burke, Erroll Garner) – 3:38
5. Sugar Lee (Hathaway, Powell) – 4:05
6. Tryin' Times (Hathaway, Hutson) – 3:15

Side 2
1. Thank You Master (For My Soul) (Hathaway) – 5:50
2. The Ghetto (Hathaway, Hutson) – 6:50
3. To Be Young, Gifted and Black (Weldon Irvine, Nina Simone) – 6:43

Tracce Bonus (CD Reissue)
1. A Dream (Robert Ayers, Hathaway) – 4:14